# Browar we Wrzeszczu
Browar we Wrzeszczu – browar w gdańskim Wrzeszczu, położony na osiedlu Kuźniczki działający od XVIII wieku do 2001 roku. Obiekt wpisany jest do rejestru zabytków pod nr rej.: A-1735 z 4.10.2002 i z 14.02.2014

## Historia

### Początki
Początki browaru we Wrzeszczu sięgają początków rozkwitu osady dworskiej Kuźniczki (niem. Kleinhammer) w XVI wieku. Wtedy to w Kuźniczkach powstała osada dworska wraz z parkiem, ogrodem oraz obiektami gospodarczymi. W XVIII wieku nad Stawem Parkowym powstał niewielki drewniany browar.

### Rewolucja przemysłowa

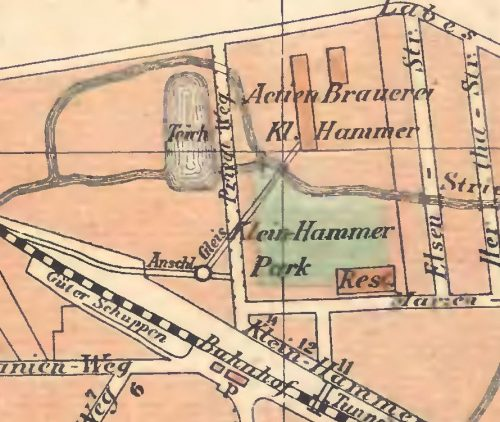
Browar na planie z 1899

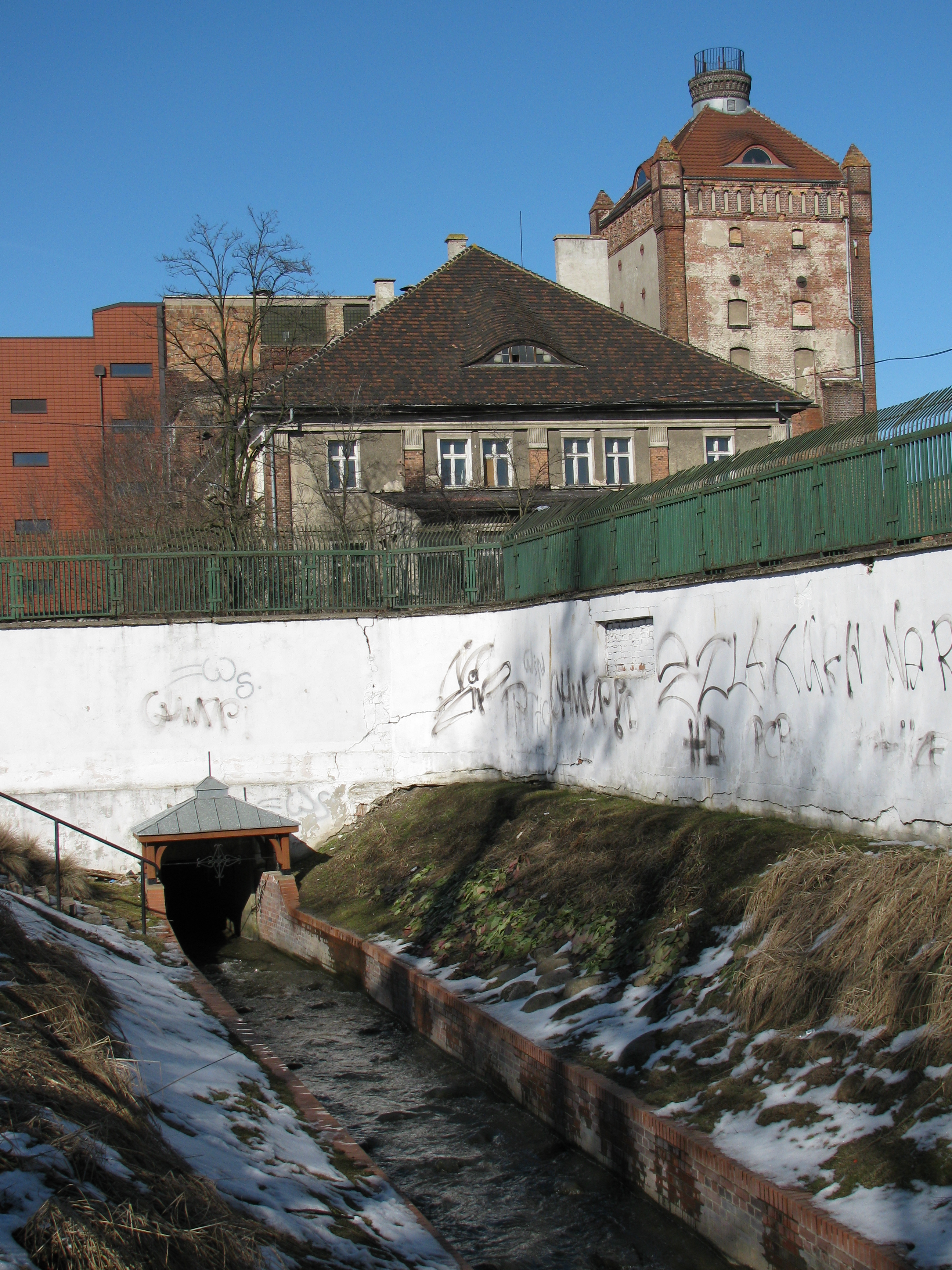
Browar i wypływająca z jego terenu Strzyża, w środku willa dyrektora z 1914, po prawej magazyn

Pod koniec XVIII wieku browar przeżywał kryzys, lecz w 1869 w związku z budową linii kolejowej Gdańsk Główny – Wejherowo, z powrotem zainteresowali się nim inwestorzy. W 1871 browar przeszedł w ręce spółki Danziger Aktien-Bierbrauerei (DAB), która zburzyła drewniane osiemnastowieczne zabudowania i wybudowała w jego miejsce nowoczesny zakład przemysłowy, dostosowany do standardów narzuconych przez drugą rewolucję przemysłową, który zaczął pracę już w 1873 i osiągał zdolność produkcyjną 60 000 hl piwa rocznie. W tym czasie do browaru doprowadzono także istniejącą do dziś bocznicę ze stacji Gdańsk Wrzeszcz. W 1908 w browarze było zatrudnionych 166 pracowników.
Zakład został dodatkowo rozbudowany w latach 1910-1913, co przyczyniło się do osiągnięcia zdolności produkcyjnej 175 000 hl piwa na rok.
W 1913 spółka przejęła browar w Gdańsku (Alte Danziger Schloßbrauerei), w 1917 słodownię w Wejherowie (Mälzerei Neustadt/Westpr.), oraz w 1918 browar w Sopocie (Bergschlösschen Brauerei Zoppot).

### Lata międzywojenne
W dwudziestoleciu międzywojennym browar ponownie przeżywał głęboki kryzys ekonomiczny, lecz nie przeszkodziło to w budowie nowoczesnych, jak na ówczesne czasy, budynków zarządu zakładu. W 1929 zakłady przejęły kolejny browar w Gdańsku (Bierbrauerei Leonhard Waas).

### Po II wojnie światowej
Browar w Kuźniczkach ocalał po II wojnie światowej, więc od razu mógł wznowić produkcję. Do 1946 znaczna część produkcji była przeznaczona na rzecz Armii Czerwonej. Formalnie browar upaństwowiono i został wchłonięty przez firmę Państwowe Zjednoczone Browary, jako Państwowy Browar Nr 1 w Gdańsku-Wrzeszczu, któremu w 1950 zmieniono nazwę na Gdańskie Zakłady Piwowarskie. W 1962 browar otrzymał nagrodę jako najlepszy zakład piwowarski. W latach 60. XX wieku przeprowadzono dalszą rozbudowę i zwiększono zdolność produkcyjną do 300 000 hl piwa rocznie. Piwo eksportowane było do ZSRR i Bułgarii.

### Współczesność
W 1988 zakładom nadano im. Jana Heweliusza, w 1991 browar został sprywatyzowany pod nazwą Hevelius Brewing Company Ltd., zaś w 2001 zakończono produkcję, m.in. z powodu braku dalszej możliwości rozbudowy browaru i dużej konkurencyjności marek zachodnich. W 1991 browar zatrudniał 480 pracowników.
W styczniu 2006 teren browaru został sprzedany deweloperowi – Przedsiębiorstwu Budowlanemu Górski, które wybudowało na jego miejscu osiedle mieszkaniowe, zachowując jednocześnie na nim tradycję warzelniczą. Powstał tu bowiem minibrowar.

### Zabytki

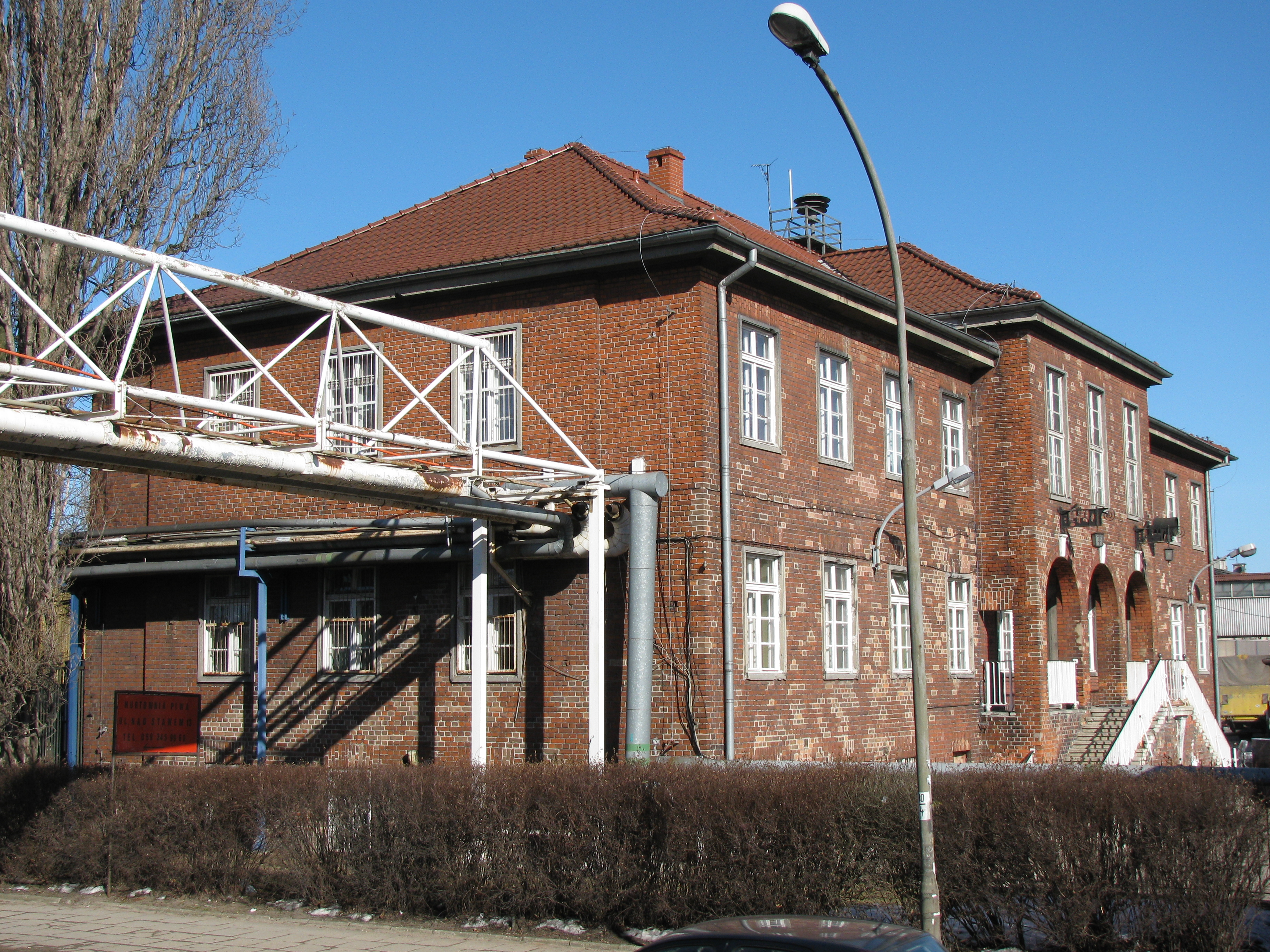
Budynek dyrekcyjny z 1937

Zespół browaru przy ul. Kilińskiego 1-5 (dawne 25), zbudowany w latach 1871–1930: piwnice słodowni i leżakowni (po 1870), warzelnia (z 1885), szalet (z 1885), magazyn zbożowy (z 1903), stajnia (z 1903), piwnice „wodne” (z 1903), hale obciągu piwa, piwa butelkowego i przeładunku (z 1903), maszynownia (z 1913), willa dyrektora (z 1914), magazyn i suszarnia słodu (z 1927), bednarnia (z 1929), transformatornia (z 1929), budynek dyrekcyjny (z 1937).

## Marki piwa

### Produkowane do 1945
- Artus-Bräu
- Artus-Gold
- Artus-Pils (specjalne piwo jasne)
- Bankenbräu (piwo bankowe, ciemne piwo typu monachijskiego)
- Caramel (piwo karmelowe, słodowe)
- Edelpils (piwo jęczmienne, jasne)
- Jopenbier (piwo jopejskie)
- Jopenquell
- Maltzbier (piwo słodowe)
- Münchener
- Putziger (piwo puckie, jasne)
- Uhrbock (piwo ciemne typu Koźlak)
- Weißbier (piwo białe, pszeniczne)

### Produkowane po 1945
- Artus
- Eksportowe Specjalne
- Gdańskie
- Gdańskie Eksportowe
- Gdańskie Specjalne
- Hevelius
- Jasne
- Jasne Lekkie
- Kaper królewski
- Karamel
- Karmelowe
- Koźlak
- Krzepkie
- Menora
- Mentor
- Morskie
- Napój piwny
- Neptun
- Patrycjusz
- Pełne
- Porter
- Prazdrój Gdański
- Regatowe
- Remus
- Słodowe Specjalne
- Specjalne
- Świąteczne
- Zdrój